# Vittorito
Vittorito (Vëtturréitë in abruzzese) è un comune italiano di 814 abitanti della provincia dell'Aquila in Abruzzo, facente parte dell'unione dei comuni Terre dei Peligni.

## Geografia fisica
Situato nella parte nord della Valle Peligna, alle pendici del monte Castellano. Fa parte della Comunità montana Peligna.

## Storia
Vittorito iniziò ad essere abitata nel IX secolo circa, come presidio di Castelvecchio Subequo, ricostruita sulle rovine di templi romani. Testimonianza è la chiesa di San Michele Arcangelo, fondata dai Longobardi.
Nel 1076 cominciò in Abruzzo il periodo dell'incastellamento, e secondo il Chronicon Casauriense, Vittorito possedeva una rocca sopra lo sperone roccioso che sovrasta il borgo, assieme ad una torre puntone.
Prima del terremoto della Maiella del 1706, Vittorito era suddivisa nel Borgo Superiore e Borgo Inferiore, di matrice rinascimentale, tranne San Michele.

### Simboli
Lo stemma e il gonfalone sono stati concessi con decreto del presidente della Repubblica del 6 ottobre 2003.
Il gonfalone è un drappo di bianco con la bordatura di rosso.

## Monumenti e luoghi d'interesse

### Chiesa romanica di San Michele Arcangelo

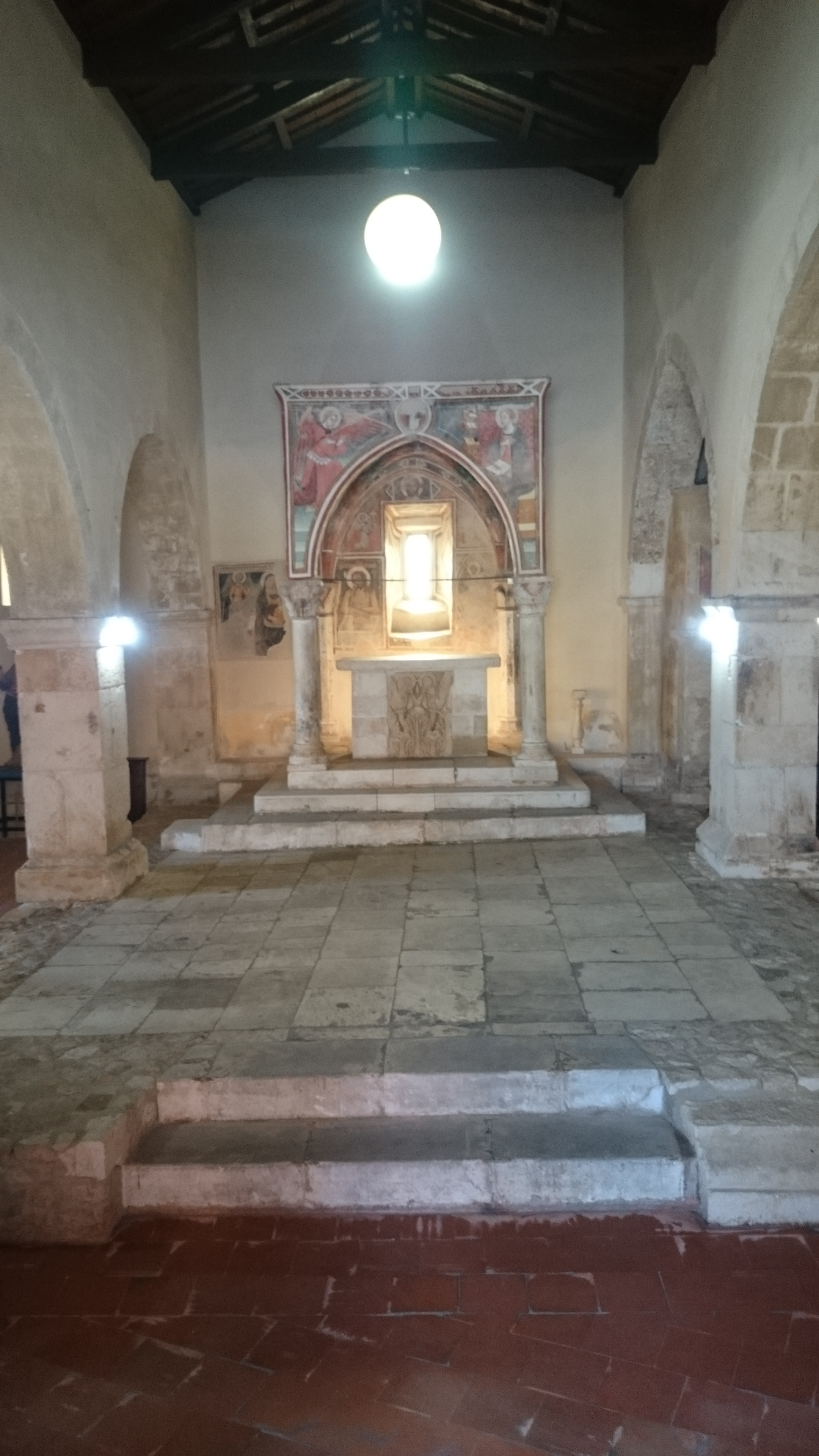
Interno di San Michele Arcangelo

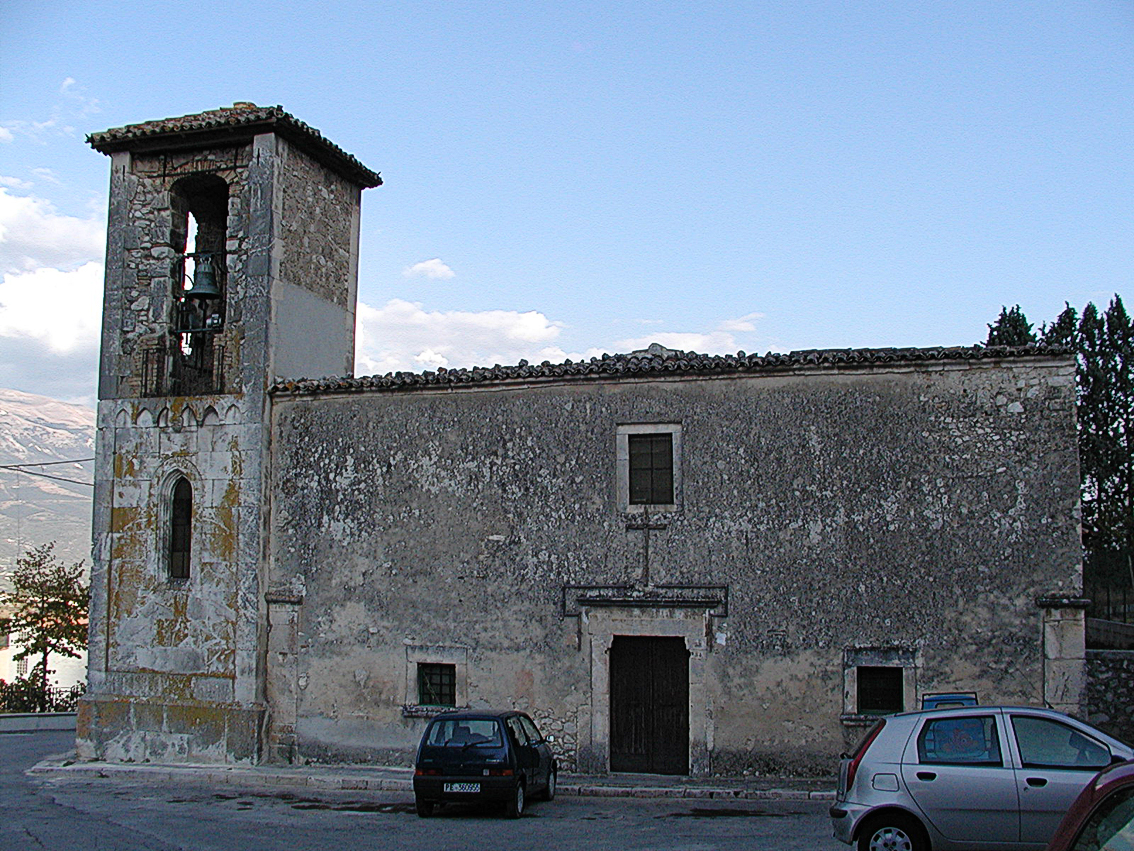
Facciata della chiesa di San Michele

Si tratta della chiesa più antica di Vittorito, fondata circa nell'VIII secolo dai Longobardi che incastellarono il feudo, costruendo la torre ancora presente sopra la montagnetta che sovrasta il paese. Durante i lavori di scavo del 1970 della Soprintendenza, il pavimento è stato restaurato secondo lo schema medievale, e sono stati rinvenuti basamenti di un tempio romano del II secolo. Si tratta della "cella" che conservava il simulacro del culto, a forma rettangolare, ed è in opus reticulatum. La chiesa fu ampliata nell'epoca del gotico (XIV secolo), o più avanti, vista la ricostruzione di gran parte dei monumenti della zona Peligna dopo il sisma del 1456, e ciò è dimostrato dal ciborio interno, nonché dalla base del campanile, che forse era più elevato. Il nuovo terremoto del 1706 danneggiò nuovamente la chiesa, per cui fu ricostruita la facciata tarda, e manomesso l'interno.
La chiesa attuale è una ricostruzione settecentesca dell'originale, che doveva essere più grande, e di certo a pianta longitudinale, e non a pianta quadrata con l'esterno in stile tardo settecentesco, differente dal campanile con la base gotica.. La chiesa è senza abside sporgente, divisa in tre navate sorrette da eleganti nudi pilastri a piedritti di conci regolari, con semplici basi e collegati da tre conci all'imposta delle archeggiature ogivali di destra (a sesto acuto), e a tutto sesto a sinistra (per rifacimento del restauro).
Il parametro della facciata orientata è formata da conci ben connessi, in basso si aprono due finestrelle di pietra, rifinite in basso, sul davanzale, con blocchi provenienti dal coronamento del podio del tempio romano, e un portale settecentesco. Esso è ornato sull'architrave da un'incisione a carattere longobardo-gotico (segno che il portale originale è stato manomesso con quello più tardo). Presso il piazzale della chiesa sorgeva il tempio romano, poiché nel 1854 uno scavo permise il ritrovamento di un mosaico insieme a molte mensole lavorate. Una lapide posta sul muro laterale della chiesa recita: C.LARONIUS / C.FAVOR / LARONIAE / L.THYNDARIDI. Una seconda lapide recita: L. SARIO L. FIL SER FELICI DECURIONI CORFINIENSIUM / IUVENI INC QUI VIXIT ANNIS XXX MENSIBUS VI DIEBUS X / L. SARIUS FELIX PATER ET PONTIA IUSTINIA MAER FILIO / PIISSIMO ET L. SARIUS IUSTINUS FRATER ET SARIA FELICU / LA SOROR POSUERUNT / L.D.D.D.
Il campanile ha pianta quadrata ed è diviso in due lati: il primo è gotico, come dimostra la cornice ad archeggiature, e la finestra stretta e lunga, il secondo è un rifacimento rozzo settecentesco, ed ospita la cella campanaria.

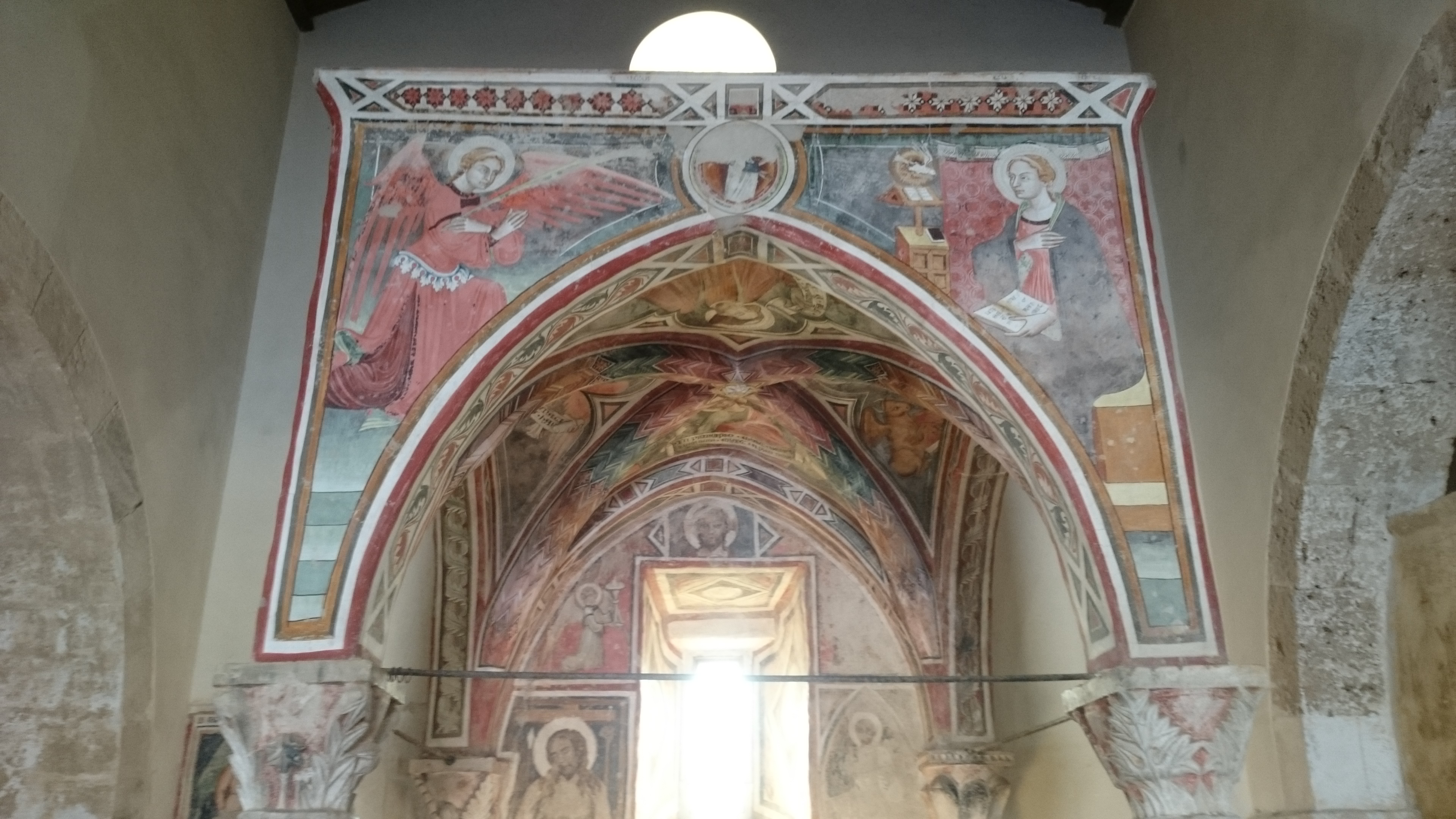
Il ciborio gotico

All'interno sulla sinistra si apre un arco ogivale con affreschi raffiguranti San Sebastiano e frammenti di San Cristoforo. L'attenzione si concentra sul tabernacolo gotico dell'altare, costituito da due robuste colonne rotonde davanti a due colonne ottagonali, addossate al muro, e sorreggenti la volta a crociera, rafforzata da costoloni prismatici, delineati e modellati nello slancio, dipinti da affreschi rinascimentali del Quattrocento. Le colonne e i pilastri sono decorati con foglie e capitelli polistili con motivi vegetali e animali, simili a quelli dell'abbazia di San Clemente a Casauria.
La copertura a costoloni è decorata nelle vele con figure a mezzo busto dei Quattro Evangelisti: le pareti laterali mostrano quattro santi in piedi, tra cui spicca Santa Caterina che mostra la ruota del martirio; il lato frontale raffigura l'Annunciazione: dall'angelo Gabriele parte un raggio di luce, lo Spirito Santo, sotto forma di colomba, che va verso la Madonna orante, con un libro aperto in mano. La parete absidale ha una finetsrella dove sono dipinti un Ecce Homo e un Cristo benedicente dentro la mandorla, ognuno dei quali sorretti da un angelo, che volge lo sguardo al medaglione centrale.
Alla parte destra della chiesa sono conservate lastre dell'VIII secolo, una di ambone e un'altra di recinzione presbiteriale. Una mostra l'aquila nell'atto di volare stringendo un animale, un agnello. Sopra l'aquila c'è una croce greca contornata da intrecci vegetali; sulla cossta del pluteo sono incise lettere della parola URSU, ossia il nome del lapicida.
Le severe capriate della navata centrale sono state rifatte nel primo restauro del 1952 per opera della Soprintendenza, eliminando la copertura a volta a botte in intonaco. Gli affreschi furono ripuliti nel 1941 dal pittore Luigi Rosmini, con il consolidamento della stuccatura della ditta Benelli Lascialfari Villard di Pisa nel 1986.

### Chiesa di Santa Maria in Borgo (Madonna della Neve)

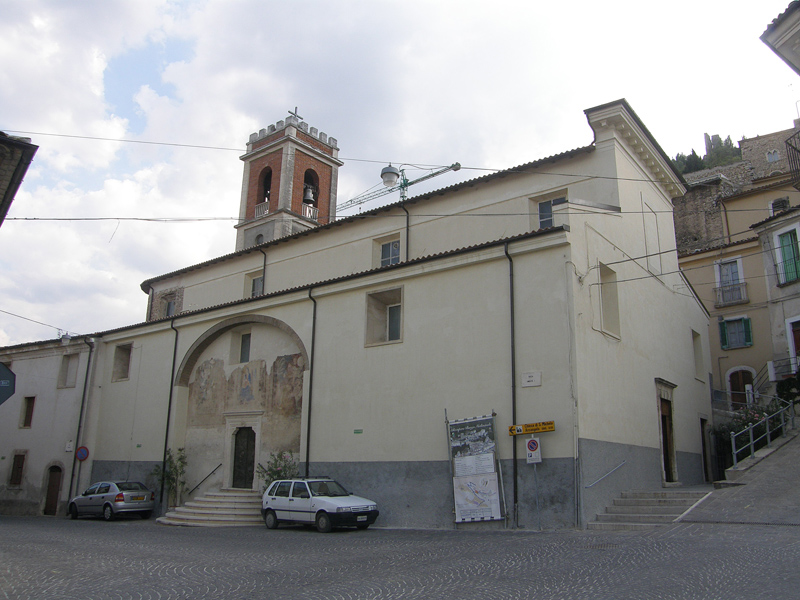
Parrocchiale della Madonna della Neve

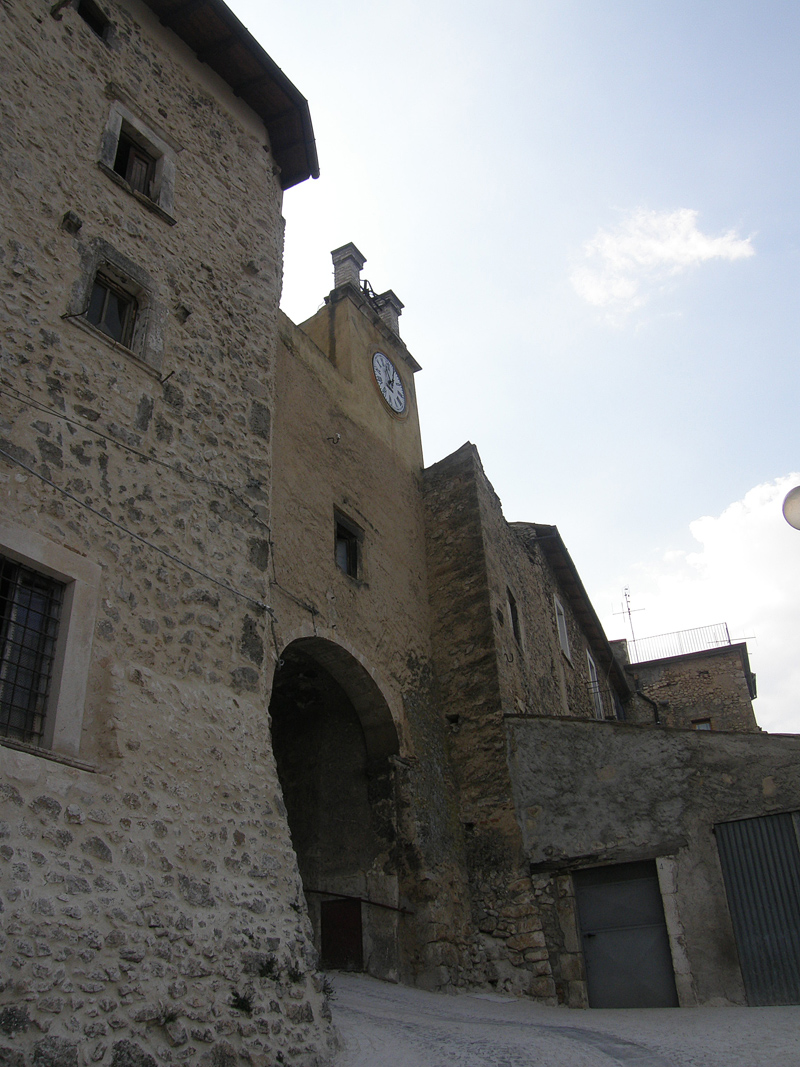
Ingresso del borgo vecchio, con Porta da Piedi

La chiesa è sede della parrocchia e si trova in Piazza Umberto. Fu costruita nel XV secolo, nella zona allora periferica di Vittorito, durante il regno di Giovanna II di Napoli. I lavori di costruzione terminarono nel 1511, come testimonia una lapide interna, e ci furono rimaneggiamenti interni solo dopo il 1706. La facciata presenta un portale in pietra con la cornice classica tardo romanica, e architrave su mensole con stemma mariano, dove si legge AVE MARIA. Sul portale ci sono tre affreschi cinquecenteschi, dove sono visibili la Madonna in trono col Bambino, con cornice fiancheggiata da due candelieri su fondo rosso; a sinistra Sant'Erasmo in abiti vescovili e a destra San Cristoforo, protettore dei pellegrini.
La chiesa prima del 1706 aveva due navate, successivamente ingrandita per averne tre: quella centrale con volta a botte e quelle laterali con volta a cupola. L'abside e la volta centrale sono state decorate dal pittore Tito Orlando nel 1857; sono raffigurati degli angeli e il ciclo dell'Annunciazione, della Natività e dell'Assunzione; sulla parete sinistra lo Sposalizio e sulla destra San Gioacchino e Sant'Anna con Maria bambina. Le statue lignee raffigurano la Madonna col Bambino, la Madonna delle Grazie e la Madonna del Borgo, venerata a Vittorito; nelle lesene laterali ci sono scolpiti due candelabri con fiamme accese, in basso al centro una testa d'angelo e ai lati l'iscrizione AVE VIRGO MATER CHRISTI 1511. Particolarmente interessante è la statua della Vergine col Bambino, del Cinquecento, coperta da un manto dorato, con in capo una corona d'argento e una rosa nella mano destra di Maria.

### Chiesa di San Rocco
In via San Sebastiano, è stata eretta nel XVI secolo per voto al santo durante la peste. La chiesa ha pianta rettangolare molto semplice, con abside semicircolare. La facciata a coronamento orizzontale ricalca le classiche faccia delle chiese aquilane, con un tardo portale romanico a tutto sesto, con la lunetta ornata da fondo dorato con al centro San Rocco e il cane.

### Porta da Piedi - Torre longobarda
La parte più alta di Vittorito è contornata da un insieme di palazzi quattro-cinquecenteschi che compongono un ventaglio, da cui si sviluppa il borgo settecentesco. Questa porzione sopravvissuta era la parte che precedeva l'antico castello longobardo, di cui rimane la torre in cima al monticello, semi-diroccata. Dal 2010 sono partiti i lavori di restauro per rendere fruibile la zona, che di interesse ha l'ingresso di Porta da Piedi: un grosso palazzo con bastoni da cui si forma l'arco a tutto sesto, sormontato da una torretta ottocentesca con racchiuso l'orologio civico.

### Belvedere Monte Castellano
Fa parte della riserva naturale di Vittorito, ed è un monumento realizzato nel 1959 dall'architetto Liberatoscioli, avente forma di un altare greco classico sorretto da colonne. Dal belvedere di Montecastellano si può avere una vasta panoramica della valle Peligna, che abbraccia anche la zona delle gole di Popoli, la montagna del Morrone, fino a Sulmona, con il sovrastante borgo di Pettorano.

## Feste ed eventi
- 3 febbraio - Festa patronale di San Biagio
- 21-22 maggio - Madonna del Borgo
- 4 settembre - San Rocco
- 11 novembre - Castagne e vino novello
- Concorso "Il mio presepe" (settimana natalizia)

## Società

### Evoluzione demografica
Abitanti censiti

## Amministrazione
| Periodo        | Periodo        | Primo cittadino     | Partito                         | Carica  | Note         |
| -------------- | -------------- | ------------------- | ------------------------------- | ------- | ------------ |
| 23 aprile 1995 | 13 giugno 2004 | Antonio Lombardi    | Lista Civica di Centro-sinistra | Sindaco | [ 8 ] [ 9 ]  |
| 14 giugno 2004 | 29 marzo 2010  | Carmine Giovannitti | Lista Civica                    | Sindaco | [ 10 ]       |
| 30 marzo 2010  | in carica      | Carmine Presutti    | Lista Civica Progetto Vittorito | Sindaco | [ 1 ] [ 11 ] |